# Juventude de Pedras Salgadas
A Juventude de Pedras Salgadas é um clube de futebol português sediado em Pedras Salgadas, município de Vila Pouca de Aguiar e distrito de Vila Real. O clube foi fundado em 1977 e os seus jogos em casa são disputado no Estádio da Portelinha.
O clube disputa na temporada de 2024/25 a Divisão Honra da AF Vila Real.

## Títulos
- Divisão de Honra da AF Vila Real – 1[4]
  - 2012/13
- Supertaça da AF Vila Real – 1
  - 2013/14